# Basalt River
Der Basalt River ist ein Fluss im Osten des australischen Bundesstaates Queensland.

## Geografie

### Flusslauf
Der Fluss entspringt östlich der Siedlung Reedy Springs an der Ostflanke der Great Dividing Range und fließt nach Osten, parallel zur Great Basalt Wall weiter südlich. Rund 60 Kilometer nördlich von Charters Towers unterquert er die Gregory Developmental Road und mündet er in den Burdekin River.

### Nebenflüsse mit Mündungshöhen
- Harry Creek – 693 m
- Ezzy Creek – 671 m
- Wyandotte Creek – 623 m
- Little Limestone Creek – 568 m
- Jacko Creek – 458 m
- Gorge Creek – 323 m
- Sandy Creek – 316 m
- Stockyard Creek – 285 m[1]

## Hydrologie und Landwirtschaft
Der Basalt River besitzt eine Reihe großer, tiefer und permanent mit klarem Wasser gefüllter Wasserlöcher. Das Land in seinem Einzugsgebiet wird vorwiegend als Viehweide genutzt.